# Juniorsko prvenstvo Jugoslavije u nogometu
Lo Juniorsko prvenstvo Jugoslavije u nogometu (campionato della Jugoslavia di calcio giovanile) è stata una competizione calcistica disputata tra le formazioni giovanili delle squadre appartenenti alla Federazione calcistica della Jugoslavia, che gestiva la manifestazione. La prima edizione è stata quella del 1947, l'ultima del 1990-91.

## Il torneo
Il campionato è stato disputato dal 1947 al 1990, l'edizione 1990-91 è stata interrotta a causa della guerra. La prima fase era a livello locale: venivano disputati i campionati delle 6 repubbliche (Slovenia, Croazia, Bosnia Erzegovina, Serbia, Montenegro e Macedonia) e delle due province (Voivodina e Kosovo). Le 8 squadre campioni venivano ammesse alla fase finale, la cui vincitrice diventava campione giovanile di Jugoslavia.
Dal 1958 al 1967 sono stati disputati solo i campionati repubblicani e locali, ma non la fase finale fra gli 8 campioni. Al suo posto veniva disputato un torneo delle selezioni delle repubbliche e province.

## Albo d'oro
| Stagione  | Campione          |
| --------- | ----------------- |
| 1947      | Lovćen            |
| 1948      | Radnički Belgrado |
| 1949      | Vardar            |
| 1950      | Dinamo Zagabria   |
| 1951      | BSK Belgrado      |
| 1952      | Hajduk Spalato    |
| 1953      | Stella Rossa      |
| 1954-55   | Dinamo Zagabria   |
| 1955-56   | Partizan          |
| 1956-57   | Partizan          |
| 1957-58   | Partizan          |
| 1958-1967 | non disputato     |
| 1968      | Partizan          |
| 1969      | Stella Rossa      |
| 1970      | Hajduk Spalato    |
| 1971      | Hajduk Spalato    |
| 1972      | Dinamo Zagabria   |
| 1973      | Dinamo Zagabria   |
| 1974      | Dinamo Zagabria   |
| 1975      | Vardar            |
| 1976      | Sutjeska          |
| 1977      | Stella Rossa      |
| 1978      | Hajduk Spalato    |
| 1979      | Stella Rossa      |
| 1979-80   | Stella Rossa      |
| 1980-81   | Budućnost         |
| 1981-82   | Stella Rossa      |
| 1982-83   | Stella Rossa      |
| 1983-84   | Partizan          |
| 1984-85   | Hajduk Spalato    |
| 1985-86   | Partizan          |
| 1986-87   | Vojvodina         |
| 1987-88   | Stella Rossa      |
| 1988-89   | Rad Belgrado      |
| 1989-90   | Vojvodina         |
| 1990-91   | Radnički Niš      |

## Vittorie per squadra
| Squadra           | Vittorie                                       |
| ----------------- | ---------------------------------------------- |
| Stella Rossa      | 1953, 1969, 1977, 1979, 1980, 1982, 1983, 1988 |
| Partizan          | 1956, 1957, 1958, 1968, 1984, 1986             |
| Dinamo Zagabria   | 1950, 1955, 1972, 1973, 1974                   |
| Hajduk Spalato    | 1952, 1970, 1971, 1978, 1985                   |
| Vardar            | 1949, 1975                                     |
| Vojvodina         | 1987, 1990                                     |
| Lovćen            | 1946                                           |
| Radnički Belgrado | 1948                                           |
| BSK Belgrado      | 1951                                           |
| Sutjeska          | 1976                                           |
| Budućnost         | 1981                                           |
| Rad Belgrado      | 1989                                           |
| Radnički Niš      | 1991                                           |

## Edizioni

### 1989-90
| data       | GIRONE BELGRADO          | ris.  |
| ---------- | ------------------------ | ----- |
| 27.06.1990 | Čelik - Kosovo           | 4 - 2 |
| 27.06.1990 | Stella Rossa - Budućnost | 1 - 3 |
| 28.06.1990 | Čelik - Budućnost        | 0 - 0 |
| 28.06.1990 | Stella Rossa - Kosovo    | 4 - 2 |
| 29.06.1990 | Budućnost - Kosovo       | 2 - 0 |
| 29.06.1990 | Stella Rossa - Čelik     | 2 - 3 |

| Prov. | Class. Girone Belgrado | P.ti | G | V | N | P | GF | GS | DR |
| ----- | ---------------------- | ---- | - | - | - | - | -- | -- | -- |
| MON   | Budućnost              | 5    | 3 | 2 | 1 | 0 | 5  | 1  | +4 |
| BOS   | Čelik Zenica           | 5    | 3 | 2 | 1 | 0 | 7  | 4  | +3 |
| SER   | Stella Rossa           | 2    | 3 | 1 | 0 | 2 | 7  | 8  | -1 |
| KOS   | Kosovo Polje           | 0    | 3 | 0 | 0 | 3 | 4  | 0  | -6 |

| data       | GIRONE SPALATO     | ris.  |
| ---------- | ------------------ | ----- |
| 27.06.1990 | Hajduk - Koper     | 5 - 2 |
| 27.06.1990 | Vojvodina - Vardar | 5 - 0 |
| 28.06.1990 | Hajduk - Vardar    | 7 - 1 |
| 28.06.1990 | Vojvodina - Koper  | 2 - 0 |
| 29.06.1990 | Hajduk - Vojvodina | 1 - 2 |
| 29.06.1990 | Vardar - Koper     | 3 - 1 |

| Prov. | Class. Girone Spalato | P.ti | G | V | N | P | GF | GS | DR |
| ----- | --------------------- | ---- | - | - | - | - | -- | -- | -- |
| VOI   | Vojvodina             | 6    | 3 | 3 | 0 | 0 | 9  | 1  | +8 |
| CRO   | Hajduk Spalato        | 4    | 3 | 2 | 0 | 1 | 13 | 5  | +8 |
| MAC   | Vardar                | 2    | 3 | 1 | 0 | 2 | 4  | 13 | -9 |
| SLO   | Koper                 | 0    | 3 | 0 | 0 | 3 | 3  | 10 | -7 |

| Squadra 1 | Totale | Squadra 2 | Andata | Ritorno |
| --------- | ------ | --------- | ------ | ------- |
| Vojvodina | 5 - 1  | Budućnost | 4 - 0  | 1 - 1   |

| Arbitro: | Milojko Simić (Požarevac) |

| |            | |
| Đurđev 39’, 42’ Tepšić 44’ Smajić 88’                                                                          | Marcatori  | |
| Janković Tepšić Mijatov (82' Smajić) Rastavac Dunđerski Antić Čuljak Tomoski Đurđev Pantelić (61' Ćirić) Tomić | Formazioni | Milošević Mrvaljević Krivokapić Jovanović Vukotić Perović Dragašević Dragicevic Batrović Kostić Trenevski |
| Ilija Pantelić                                                                                                 | Allenatori | Momčilo Vujačić                                                                                           |

| Arbitro: | Nijazi Suleta (Priština) |

| |            | |
| Kostić 13’ | Marcatori  | 90’ Pantelić |
| Milošević (88' Gutić) Golović (66' Kovačević) Krivokapić (33' Mihajlović) Jovanović Vukotić Perović Dragašević Dragicevic Kostić Batrović Trenevski | Formazioni | Janković Tepšić Mijatov Bajčetić (25' Rastavac) Dunđerski Šaraba Čuljak Tomoski (80' Smajić) Đurđev Pantelić Tomić (64' Ćirić) |
| Momčilo Vujačić | Allenatori | Ilija Pantelić |

### 1990-91
| data       | GIRONE NOVI SAD      | ris.  |
| ---------- | -------------------- | ----- |
| 21.06.1991 | Vojvodina - Hajduk   | 3 - 2 |
| 21.06.1991 | Radnički - Kosovo    | 5 - 2 |
| 22.06.1991 | Vojvodina - Radnički | 1 - 3 |
| 22.06.1991 | Hajduk - Kosovo      | 6 - 0 |
| 23.06.1991 | Vojvodina - Kosovo   | 9 - 1 |
| 23.06.1991 | Radnički - Hajduk    | 1 - 0 |

| Prov. | Class. Girone Novi Sad | P.ti | G | V | N | P | GF | GS | DR  |
| ----- | ---------------------- | ---- | - | - | - | - | -- | -- | --- |
| SER   | Radnički Niš           | 6    | 3 | 3 | 0 | 0 | 9  | 3  | +6  |
| VOI   | Vojvodina              | 4    | 3 | 2 | 0 | 1 | 13 | 6  | +7  |
| CRO   | Hajduk Spalato         | 2    | 3 | 1 | 0 | 2 | 8  | 4  | +4  |
| KOS   | Kosovo Vučitrn         | 0    | 3 | 0 | 0 | 3 | 3  | 20 | -17 |

| data       | GIRONE SARAJEVO | ris.  |
| ---------- | --------------- | ----- |
| 21.06.1991 | xxx - xxx       | x - x |
| 21.06.1991 | xxx - xxx       | x - x |
| 22.06.1991 | xxx - xxx       | x - x |
| 22.06.1991 | xxx - xxx       | x - x |
| 23.06.1991 | xxx - xxx       | x - x |
| 23.06.1991 | xxx - xxx       | x - x |

| Prov. | Class. Girone Sarajevo | P.ti | G | V | N    | P | GF | GS | DR |
| ----- | ---------------------- | ---- | - | - | ---- | - | -- | -- | -- |
| BOS   | Željezničar            | 6    | 3 | 3 | 0    | 0 | 11 | 2  | +9 |
| MON   | Budućnost              | 3    | 3 | 1 | 1(1) | 1 | 5  | 6  | -1 |
| MAC   | Pelister               | 2    | 3 | 1 | 1(0) | 1 | 3  | 2  | +1 |
| SLO   | Slovan Lubiana         | 0    | 3 | 0 | 0    | 3 | 2  | 11 | -9 |

- Nell'almanacco 1991 di Tempo non sono stati riportati i risultati del girone disputato a Sarajevo.

| Squadra 1   | Totale | Squadra 2    | Andata | Ritorno |
| ----------- | ------ | ------------ | ------ | ------- |
| Željezničar | 1 - 2  | Radnički Niš | 1 - 1  | 0 - 1   |

| Arbitro: | Vaso Vujović (Cettigne) |

| |            | |
| Katić 66’ (rig.)                                                                                                 | Marcatori  | 10’ Grozdanović                                                                                               |
| Dolovac Grošo (55' Bećirbegović) Adžem Barać Puljić (74' Jahić) Pehlivanović Kunić Katić Karić Dodig Hasanspahić | Formazioni | Radić Bogdanović Jočić Tričković Dimitrijević Ilić Grozdanović Petković Kostić Živadinović (60' Pejčić) Đokić |

| Arbitro: | Đorđe Cvetkovski (Skopje) |

| |            | |
| D. Petković 66’ (rig.)                                                                                             | Marcatori  | |
| Tadić Bogdanović Jočić Tričković Dimitrijević Ilić Grozdanović Petković Kostić (Pejčić, Miletić) Živadinović Đokić | Formazioni | Dolovac Spirija Puljić Katić Barać Adžem (Savić) Kunić Dodig Hasanspahić (Bećirbegović) Karić Pehlivanović |